# لباس رقص گاو
لباس رقص گاو (انگلیسی: The Cow's Kimona) یک فیلم کمدی صامت کوتاه آمریکایی به کارگردانی فرد گیول و جیمز پروت است که در سال ۱۹۲۶ منتشر شد. از بازیگران این فیلم می‌توان به اولیور هاردی، گلن تراین و چارلز سلون اشاره کرد.